# Мајстор церемоније
Мајстор церемоније, церемонијал мајстор (енгл. master of ceremonies) или ем-си (MC) јесте назив за домаћина на сценском наступу или неком другом перформансу. Мајстор церемоније представља извођаче, обраћа се публици и генерално је задужен да направи добру атмосферу и да одржи живост представе, односно наступа. У реп музици, ем-си представља извођача који на одређену музику изговара текст већ написан или спонтано, тј. импровизацију — фристајл (енгл. freestyle).
Као део псеудонима музичара пише се Ем-Си. Пример је Ем-си Москри (MC Mos-kri). Три елемента која чине ем-сија су састав текста (лирика), флоу и скил (ритам и рима) и стил (начин на који репер своје знање излаже). Када репер савлада сва три елемента, онда је ем-си, а само додајући то на своје име не чини неког ем-сијем, на пример, Сајси Ем-Си (Sajsi MC).
У Србији и региону, за највећега ем-сија свих времена се сматра Москри.

## Занимљивости
Мајстор церемоније није везан само за реп музику. На пример, описан је у роману Толстојевом Ана Карењина.